# Кіпо та епоха дивозвірів
«Кіпо та епоха дивозвірів» (англ. Kipo and the Age of Wonderbeas) — анімаційний телевізійний серіал, створений Редфордом Секрістом, адаптований за його вебкоміксом «Кіпо» 2015 року. Серіал продюсує американська компанія DreamWorks Animation Television, анімація — південнокорейська студія Mir.
Три сезони шоу, тривалістю кожен десять епізодів, вийшли у 2020 році: сезон 1 вийшов 14 січня, сезон 2 — 12 червня, а сезон 3 — 12 жовтня.

## Сюжет
Після того як планету спостигла глобальна радіаційна катастрофа, людство пішло жити під землю, де успішно живе останні 200 років. Дівчинка-підліток Кіпо Оук ніколи не знала свою матір Сонг і все життя виховувалася батьком Ліо, який старанно оберігав її від будь-яких небезпек. Коли головна героїня через аварію в підземеллі випадково опиняється на поверхні, вона вперше бачить Сонце і постапокаліптичний антураж планети. У компанії похмурої дівчинки Вовчиці, веселого хлопця Бенсона, розумного жука Дейва і свинки-мутанта Манду героїня вивчає дивовижний наземний світ і дізнається багато нового про себе саму. Тепер їй належить знайти дорогу назад в людську колонію і з'ясувати правду про своє походження…